# Boulevard du rhum
Pour plus de détails, voir Fiche technique et Distribution.
Boulevard du rhum est un film franco-italo-espagnol réalisé par Robert Enrico, sorti en 1971.

## Synopsis
1925 : la Prohibition est appliquée aux États-Unis. Le long des eaux internationales, sur la ligne des trois miles à partir des côtes américaines, le « Boulevard du Rhum » (« Rum Row »), les bateaux chargés d'alcool des « rum-runners » attendent que les canots rapides viennent prendre livraison.
Le bateau de Cornelius van Zeelinga (Lino Ventura), un brave capitaine bagarreur, costaud mais pas très futé, venu de la Jamaïque avec un chargement de rhum, est arraisonné et coulé par les garde-côtes américains. Cornelius s'en sort et passe au Mexique. Il est hébergé dans une « fonda » (auberge). Le patron lui propose de « jouer à l'aveugle ». Le jeu consiste à se faire payer pour servir de cible : dans une grange obscure, une douzaine de tireurs éméchés ont acheté le droit de tirer sur lui une balle de revolver chacun. Cornelius joue plusieurs fois, et, blessé mais riche, réapparaît à la Jamaïque à la barre d'un rafiot, « La femme de mon cœur » (« The Lady of my heart »). Le trafiquant Sanderson l'attend pour lui confier un nouveau chargement de rhum, mais Cornelius entre dans un cinéma et voit un film muet avec en vedette Linda Larue (Brigitte Bardot). Il tombe amoureux de la comédienne, et lâchant la contrebande, la recherche à travers les ports bordant le Golfe du Mexique. Il finit par la rencontrer fortuitement sur une plage déserte.

## Fiche technique
Sauf indication contraire, les informations mentionnées dans cette section peuvent être confirmées par la base de données cinématographiques Unifrance,  présente dans la section « Liens externes ».
- Titre original : Boulevard du rhum
- Titre italien : La via del rhum
- Titre espagnol : El bulevar del ron
- Réalisation : Robert Enrico
- Scénario et adaptation : Pierre Pelegri et Robert Enrico d'après le roman éponyme de Jacques Pecheral paru en 1964 aux éditions Robert Laffont
- Dialogues : Pierre Pelegri
- Assistants réalisateurs : 1) Serge Witta / 2) Bernard Queysanne
- Musique : François de Roubaix éditions Hortensia
- Décors : Max Douy, assisté de Jacques Douy et de Serge Douy
- Costumes : Jacques Fonteray
- Maquillage : Jean-Pierre Berroyer et Odette Berroyer
- Directeur de la photographie : Jean Boffety
- Cadreur : Christian Guillouet
- Son : Christian Forget
- Perchman : Jacques Berger
- Mixage : Alex Pront
- Montage : Michel Lewin, assisté de Françoise Bettiol
- Chef cascadeur : Sylvain Lévignac
- Producteur : Alain Poiré
- Directeurs de production : Robert Sussfeld, Paul Joly
- Sociétés de production : Gaumont International (Paris), Rizzoli Films (Rome), Films Internacionales (Madrid)
- Société de distribution : Gaumont (France)
- Pays de production :  France (majoritaire) /  Italie /  Espagne
- Langue de tournage : français
- Format : couleur Eastmancolor - 2,39:1 - Son mono - 35 mm
- Genre : aventures, comédie et historique
- Durée : 120 minutes[1]
- Dates de sortie : 
  - France : 13 octobre 1971
  - Espagne : 28 avril 1972
- Affiche : Charles Rau (France)

## Distribution
- Lino Ventura : Cornelius van Zeelinga, un trafiquant d'alcool, amoureux fou de Linda
- Brigitte Bardot : Linda Larue, la star du muet dont Cornelius est fou amoureux
- Bill Travers : le commodore Gerry Sanderson, le chef du syndicat des trafiquants d'alcool
- Clive Revill : Lord William Percival Hammond, marquis de Wessex, un noble anglais lui aussi épris de Linda
- Jess Hahn : Piet (Big Dutch), le gros capitaine hollandais trafiquant d'alcool
- Antonio Casas : Wilkinson Wilkie, le second de Cornelius
- Andréas Voutsinás : Alvarez
- Guy Marchand : Ronald, le jeune acteur partenaire (et amant) de Linda Larue
- Jack Betts (ou Hunt Powers) : Renner, un traître parmi les trafiquants d'alcool
- Roger Jacquet : Loisel
- Marc Eyraud : le toubib
- Stéphane Fey : Searle
- Joe Turner : Mac Allistair
- Robert Lombard : Remus
- Henri Czarniak : Cantacas, un trafiquant d'alcool
- Frédéric Santaya : un ami de Cornelius
- José Jaspe
- José María Caffarel : le notaire
- Vicente Roca : Eusebio
- Marc Dudicourt : le metteur en scène
- Albert Simono : Evans
- Philippe Rouleau : un invité chez Linda
- Bob Asklöf : un invité chez Linda
- Van Doude : un invité chez Linda
- Cathy Rosier : Diana, la fille jalouse
- Ursula Kubler : Jenny
- Lucienne Hamon : une invitée chez Linda
- Tanya Lopert : Zelda
- Florence Giorgetti : une invitée chez Linda
- Saturno Cerra
- Manuel de Blas
- José Manuel Martín : le policier panaméen
- Sergio Mendizábal
- Nathalie Courval : une invitée chez Linda
- Nancy Holloway : la chanteuse
- La Polaca : Catharina
- Darling Légitimus : la femme noire qui fredonne
- Dan van Husen : un tireur
- Charles Dalin : un ami de Linda
- Lorenzo Robledo : un tireur
- Raoul Guylad : un invité chez Linda
- Sylvain Lévignac : l'homme de barre
- Xan das Bolas
- Maddly Bamy : une amie de Cornelius
- Francisco Amarilla : un homme
- Gilbert Servien : le spectateur râleur au cinéma
- José Manuel Torres

## Production
Le film est conçu comme un hommage aux films d'aventures du cinéma muet et aux années 1920. Jean de Baroncelli analyse le film : « Deux heures durant défilent devant nos yeux des scènes où l'aventure rejoint la pure extravagance. Un peu de Conrad, beaucoup de Tintin (avec une pointe de Fitzgerald) ».

### Tournage
Le tournage a eu lieu entre le 24 septembre 1970 et le 22 janvier 1971. Il s'est en partie déroulé au Mexique, au Gran Hotel de la Ciudad de Mexico, et, pour certains extérieurs, à Ciudad del Carmen et à Veracruz au Mexique. Quelques scènes sont également tournées au Belize (alors Honduras britannique).
Une autre partie du tournage s'est déroulée en Andalousie (Espagne), à Almeria, Séville et Malaga, qui a servi pour représenter La Havane dans le film. Certains intérieurs ont enfin été tournés au studio de Saint-Maurice dans le Val-de-Marne en France.